# Už dost, šéfe!
Už dost, šéfe! je český televizný pořad z oboru gastronomie. Je to pořad navazující na Ano, šéfe! V tomto pořadu se šéfkuchař a moderátor relace Zdeněk Pohlreich vrací do restaurací z pořadu Ano, šéfe! a zjišťuje, zda si restaurace udržely kvalitu nebo ne. V některých restauracích se změnili majitelé nebo se změnil personál.

## Seznam dílů
| Č. v seriálu | Restaurace                                | Město                               | Režie           | Datum premiéry     |
| --- | ----------------------------------------- | ----------------------------------- | --------------- | ------------------ |
| 1 | Bohéma                                    | Brno                                | Vít Klusák      | 30. října 2013     |
| nová nájemkyně, hodnocení |                                           |                                     |                 |                    |
| 2 | Zámek Choltice, Vlčárna                   | Choltice, Krásná Lípa               | Ondřej David    | 6. listopadu 2013  |
| Zámek Choltice - podnik nově dosáhl na nálepku Vlčárna - jiný majitel, noví kuchaři - nové hodnocení                                             |                                           |                                     |                 |                    |
| 3 | Pintovka, U Zběhlíka                      | Tábor, Čistá                        | Vít Klusák      | 13. listopadu 2013 |
| Pintovka - bez změny hodnocení U Zběhlíka - podnik nově dosáhl na nálepku                                                                        |                                           |                                     |                 |                    |
| 4 | Kuželna, Letem světem, La Maler           | Hazlov, Praha                       | Simona Hanáková | 20. listopadu 2013 |
| Kuželna - nadále bez nálepky Letem světem - pronajímatelé a autoři konceptu si otevřeli jinou restauraci La Maler, která si vysloužila hodnocení |                                           |                                     |                 |                    |
| 5 | Excalibur, Wirtshaus in der Pupplinger Au | Moravská Třebová, Egling (Bavorsko) | Simona Hanáková | 27. listopadu 2013 |
| Excalibur - nové hodnocení Wirtshaus in der Pupplinger Au - hodnocení sníženo na                                                                 |                                           |                                     |                 |                    |
| 6 | Zámek Kněžice, U Štěpána, U Tlustých      | Vojetice, Lednice                   | Simona Hanáková | 4. prosince 2013   |
| Zámek Kněžice - restaurace skončila U Štěpána - nadále hodnocení U Tlustých - nově zhodnoceno na                                                 |                                           |                                     |                 |                    |